# La honradez de la cerradura
La honradez de la cerradura es una obra de teatro de Jacinto Benavente, estrenada en 1942.

## Argumento
En el chalet de un matrimonio burgués se recibe la visita de La Señora, una prestamista que les ruega que tengan en depósito la cantidad de 60.000 pesetas pues teme que se las robe su criada. El Marido y la Mujer aceptan, aunque sorprendidos y algo abrumados por la petición de esa desconocida. A la mañana siguiente, la pareja conoce a través de su Criada que la Señora ha amanecido muerta. De este modo, el matrimonio decide conservar el dinero. Sin embargo, poco después los visita un Hombre, que se presenta como cuñado de la sirvienta de la fallecida y que les confiesa que la Señora murió víctima de un ataque de pánico al comprobar que los cuñados pretendían robarle el dinero. Conoce además, a través de una nota de la difunta, que la cantidad está en depósito en el hogar del matrimonio, y los somete a chantaje. Ellos acceden, destruyen la nota, y acaban reprochándose mutuamente todo lo ocurrido.

## Representaciones destacadas
- Teatro (Teatro Español, Madrid, 4 de abril de 1942; estreno). Intérpretes: Consuelo Nieva, Julia Delgado Caro, Concepción Campos, Vicente Soler.

- Cine (España, 1950). La honradez de la cerradura. Dirección: Luis Escobar. Intérpretes: Francisco Rabal, Mayrata O'Wisiedo, Pilar Muñoz.

- Televisión (Primera fila, TVE, 30 de septiembre de 1964). Dirección: Gustavo Pérez Puig.  Intérpretes: Pablo Sanz, Marta Padován, Mercedes Barranco, María Banquer, Francisco Morán, Luis Varela, Pilar Clemens.